# パレードは続く
『パレードは続く』（パレードはつづく）は、日本の女性アイドルグループ「マジカル・パンチライン」1枚目のシングル。
2017年8月9日にポニーキャニオンからリリース。ソングライター hotaruとKanadeYUKの共作。

## 背景・制作
魔法をコンセプトに活動する当アイドルグループ「マジカル・パンチライン」が、前出のミニアルバム2作以外に初めてリリースするシングルとなっている。
制作は、デビュー当初から作品をプロデュースしてきた「Tom-H@ck」率いる音楽プロダクション『TaWaRa』に所属するクリエイター陣が担当。表題曲はマーチングバンド（鼓笛隊パレード）的要素を含み、メンバー各々のこれまで、そして今後の想いを歌詞に盛り込んだと解説。

## リリース
サンシャイン盤（通常盤）・サンセット盤（初回限定盤）・サンライズ盤（完全限定盤）・ムーンライト盤（マジパンSHOP予約限定盤）の4形態でリリース。サンセット盤にはDVD、サンライズ盤には特製のVR簡易ビューワー「ハコスコ」が付属。ムーンライト盤は、オフィシャルショップのみで予約限定販売した特別仕様。ムーンライト盤以外の初回生産分に、VR映像が入手できるダウンロードコード（A〜C全3タイプの内、各付属1タイプ）および、公式サイトの企画でポイント使用できる「経験値シリアルコード」が封入。
これまでリリースした作品の各盤名称が、夜空の『夏の大三角』『冬の大三角』を由来としたのに続き、今作は『太陽と月』に因んだ。
特典企画
- ネットストア「MUVUS」のみで、メンバー直筆サイン入り生写真（各メンバー別）付属の『サンセット盤』を期間限定で予約販売。
- タワーレコード新宿店の定番アイドル企画「NO MUSIC, NO IDOL?」の154号に起用され、対象系列店舗の先着購入者に同特製ポスターを進呈[6]。
- 協力店舗でのみ先着購入者に、下記の「VR映像ダウンロードコード」（店舗別）を進呈。

全100種類VR映像 ダウンロードコード入手先
一般流通
- A：ハコスコ付き完全限定生産サンライズ盤 封入特典（映像30種）
- B：初回限定生産サンセット盤 初回封入特典（映像10種）
- C：サンシャイン盤 初回封入特典（映像10種）

協力店舗
- D：TOWER RECORDS 先着購入特典（映像10種）
- E：HMV 先着購入特典（映像10種）
- F：TSUTAYA 先着購入特典（映像10種）
- G：Amazon 先着購入特典（映像10種）
- H：応援店 先着購入特典（映像10種）

## プロモーション
アルバムのプロモーションで、以下のメディアに出演した。
テレビ番組
- 音ボケPOPS (2017年8月5日、TOKYO MX)

配信番組
- TOKYO IDOL FESTIVAL 2017 (2016年8月4・5日、ニコニコ生放送/ニコニコチャンネル/FOD/Rakuten TV/SHOWROOM)

ラジオ番組
- OH! MY MORNING! (2017年7月31日、Radio NEO)
- ラジオのアナ〜ラジアナ (2017年8月9日、FM NACK5)
- ザ・ヒットスタジオ (2017年8月9日、MBSラジオ)
- おねだりミュージック・アワー (2017年8月12日、@FM)
- サブカル・キングダム (2017年8月12日、ZIP FM)
- So Music (2017年8月13日、東海ラジオ)
- 何でも聞かせてDX (2017年8月14日、@FM)
- MAG!C PRINCEのLOVEラジ (2017年8月15日、Radio NEO)

その他
- 全国ファミリーマートの店内放送『ファミよし“笑顔の宅急便”』にて、表題曲を期間中オンエア (2017年8月8日 - 21日)
- 大阪・道頓堀にある街頭トンボリビジョン『ラジカルビデオジョッキー』にて、コメント映像と本作ミュージック・ビデオを期間中オンエア (2017年8月11日 - 24日)

+
サイン会
対象販売サイトで予約購入した『サンセット盤』特典の生写真に、直筆サインの模様を公開する生配信企画を実施。
- 千里眼サイン会 (2017年8月2日、ツイキャス)

## アートワーク / ミュージック・ビデオ
アートワーク
本作の衣装は、騎士の甲冑をイメージしたとしている。これまでの作品と同様に、グループのデザインプロデュースも務めるリーダー 佐藤麗奈が衣装デザインに携わった。
ミュージック・ビデオ
リリースに先行して、表題曲のフルバージョンをYouTubeで公開した。これは『サンセット盤』付属のDVDにも収録されている。ロケーションはジャケットも含め、6月上旬の北海道・士別市の草原地帯からドローンを使用して撮影。異常気象で低温状況の中、厳しいロケ敢行だったと明かしている。

## ライブ・パフォーマンス
発売を記念したインストアイベント・ミニライブを、以下の日時・場所で実施した。
「パレードは続く」 発売記念ミニライブ （2017年）
- 6月25日 新宿マルイ
- 7月1日 ららぽーと新三郷
- 7月2日 ららぽーと立川立飛
- 7月16日 ららぽーと横浜
- 7月17日 渋谷マルイ
- 7月22日 タワーレコード錦糸町店
- 7月29日 大阪 TSUTAYA EBISUBASHI
- 7月29日 阪急西宮ガーデンズ
- 7月30日 イオンモール名古屋みなと
- 8月8日 お台場ヴィーナスフォート
- 8月9日 東京スカイツリー ツリービレッジ
- 8月10日 タワーレコード渋谷店
- 8月11日 新宿マルイメン
- 8月12日 ダイバーシティ東京プラザ
- 8月13日 TSUTAYA IKEBUKURO AKビル店
- 8月13日 池袋ニコニコ本社

+
客演・ライブイベント
収録曲は初のワンマンライブを始め、以下各地イベントなどでライブ披露した。
- DAGAYA FES! (2017年6月24日、名古屋市 大須RAD HALL)
- アイドル横丁夏まつり!!〜2017〜 (2017年7月8日・9日、横浜赤レンガパーク)
- マジパン1stワンマンライブ「World's End Wonderland: Episode I」(2017年7月15日、新宿ReNY)
- 夏の天使かよ! (2017年7月19日、Shibuya O-EAST)
- 音霊 OTODAMA SEA STUDIO 2017 (2017年7月23日、三浦海岸 OTODAMA SEA STUDIO)
- SUMMER GIRLS FES (2017年7月27日、SHIBUYA CLUB QUATTRO)
- TOKYO IDOL FESTIVAL 2017 (2017年8月4日・5日、フジテレビ本社屋/お台場特設会場)
- 東京アイドル劇場プレミアム (2017年8月13日、品川グランドホール)

## メディアでの使用
表題曲は以下のメディアで使用された。
- 読売テレビ『ワケあり!レッドゾーン』2017年8月 - 9月度エンディングテーマ
- 千葉テレビ『真夜中ゲームアイドル部』2018年1月 - 2月度エンディングテーマ

また「サンシャイン盤」の「マジック☆ガール」は「マジカル・パンチラインのマジラジ」のエンディングテーマになっている。

## シングル収録トラック
| 全作詞: hotaru。 |                          |           |                      |                                     |      |
| #                | タイトル                 | 作詞      | 作曲                 | 編曲                                | 時間 |
| 1.               | 「パレードは続く」       | hotaru    | KanadeYUK (安田悠基) | ハヤシベトモノリ                    | 4:09 |
| 2.               | 「ミカガミ・ラビリンス」 | hotaru    | KanadeYUK            | KanadeYUK                           | 3:52 |
| 3.               | 「マジック☆ガール」      | hotaru    | YURIBO               | Masahiro "Godspeed" Aoki (青木征洋) | 3:30 |
| 合計時間:        | 合計時間:                | 合計時間: | 合計時間:            | 11:32                               |      |

+
| 全作詞: hotaru、全作曲: KanadeYUK (安田悠基)。 |                          |           |                      |                  |      |
| #                                              | タイトル                 | 作詞      | 作曲・編曲           | 編曲             | 時間 |
| 1.                                             | 「パレードは続く」       | hotaru    | KanadeYUK (安田悠基) | ハヤシベトモノリ | 4:09 |
| 2.                                             | 「ミカガミ・ラビリンス」 | hotaru    | KanadeYUK (安田悠基) | KanadeYUK        | 3:52 |
| 合計時間:                                      | 合計時間:                | 合計時間: | 8:01                 |                  |      |

| #  | タイトル                                       | 作詞 | 作曲・編曲 |
| -- | ---------------------------------------------- | ---- | ---------- |
| 1. | 「パレードは続く」(-Music Video- ダイジェスト) |      |            |
| 2. | 「Making of パレードは続く」                   |      |            |